# Patrick Gallois
Patrick Gallois (Linselles, 1956) è un flautista francese.

## Biografia
Gallois è nato a Linselles, paese vicino alla città di Lilla nel nord della Francia. All'età di 17 anni inizia a studiare presso il Conservatoire de Paris con il celebre flautista Jean-Pierre Rampal e a soli 21 anni viene nominato primo flauto dell'Orchestre national de France sotto la direzione del direttore d'orchestra Lorin Maazel. Suona nell'Orchestre national dal 1977 al 1984, anno in cui lascia il suo ruolo in orchestra e inizia una carriera internazionale da solista.
Gallois ha suonato sotto la direzione di numerosi direttori d'orchestra, tra i quali Leonard Bernstein, Seiji Ozawa, Pierre Boulez, Karl Böhm, Eugen Jochum e Sergiu Celibidache. Inoltre si esibisce regolarmente e registra con direttori d'orchestra e collaboratori come Jurij Bašmet, Natal'ja Gutman, Peter Schreier, Jörg Demus e il Lindsay String Quartet, si è esibito anche con Jean-Pierre Rampal e l'arpista Lily Laskine. Dalla metà degli anni '90 ha iniziato anche l'attività di direttore d'orchestra, eseguendo prevalentemente un repertorio molto variegato e piuttosto irregolare che spazia dall'Ottocento al Novecento, con una particolare predilezione per gli autori inglesi, francesi e russi. 
È docente presso l'Accademia Musicale Chigiana dal 1999.
Dal 2003 tra 2012 è stato direttore dell'orchestra di musica sinfonica di Jyväskylä (Jyväskylä Sinfonia)
La sua discografia di direttore d’orchestra conta al momento 75 titoli.